# River Spean
River Spean är ett vattendrag i Storbritannien.   Det ligger i kommunen Highland och riksdelen Skottland, i den nordvästra delen av landet, 700 km nordväst om huvudstaden London. River Spean ligger vid sjön Loch Lochy.